# Витт, Александр Адольфович
Алекса́ндр Адо́льфович Витт (12 сентября 1902 года — 26 июня 1938 года) — советский физик и математик, доктор физико-математических наук (1935).

## Биография
Родился в Москве в семье врача. Родители — Адольф Карлович и Лидия Карловна были из российских немцев. В 1920 году поступил на физико-математический факультет МГУ. Одновременно учился в Высшей Аэрофотограмметрической школе Красного воздушного флота и служил в Красной армии.
По окончании МГУ в 1924 году поступил в аспирантуру. Работал под руководством Л. И. Мандельштама вместе с другим аспирантом — А. А. Андроновым.
В феврале 1931 года стал научным сотрудником НИИ Физики МГУ и позже в том же году — доцентом. В 1934 году за большие научные достижения Витт был избран действительным членом НИИ Физики МГУ. В 1935 году Высшая аттестационная комиссия Народного комиссариата просвещения (ВАК НКП) присвоила Витту учёную степень доктора физико-математических наук. С этого времени Витт становится профессором кафедры физики колебаний МГУ.
В 1935 году Александр Адольфович женился на Ольге Алексеевне Небурчиловой (1907—1964).

### Репрессии
В ходе сталинских репрессий А. А. Витт был арестован и 4 июля 1937 года осужден к пяти годам лагерей. Он умер вскоре после этого в лагере на Колыме, его последнее письмо к жене датировано 13 декабря 1937 года. Спустя 2,5 месяца после ареста Александра Витта родился его сын Александр.
Одновременно с А. А. Виттом были арестованы его брат, сестра, двоюродный брат и дядя. В 1941 году родители Витта как этнические немцы были депортированы в Казахстан, где они вскоре умерли.
В 1957 году Александр Адольфович Витт был официально реабилитирован.

## Научная деятельность
Работы в области:
- линейных систем и автоколебаний;
- кинетики химических реакций;
- математической теории нелинейных явлений в ламповом генераторе;
- теории нелинейных колебаний;
- исследование периодических колебаний численности особей биологических популяций (модель «хищник — жертва»).

А. А. Витт — соавтор (вместе с А. А. Андроновым и С. Э. Хайкиным) книги «Теория колебаний», первое издание которой вышло в 1937 году без упоминания фамилии Витта.
К моменту публикации Витт был арестован, и невозможно было поставить его фамилию на титульном листе, хотя первоначальный набор был уже сделан. От Андронова и Хайкина потребовали согласия на исключение Витта из числа авторов. После долгих мучительных колебаний они решились на это. Но в первой корректуре обнаружилось, что после фамилии Андронова стоит две запятых, а потом уже Хайкин. Это был след того первого заглавия, где фигурировали три автора.Л. С. Понтрягин
В воспоминаниях В. А. Ефремовича эта история звучит так:
Тут интересная подробность: была выпущена такая книга «Андронов, Витт и Хайкин». Когда его арестовали, то фамилию Витта сняли. И получилось: « Андронов, и Хайкин». И вот эту запятую в библиотеках подскабливали. Я брал экземпляр из библиотеки и видел подскобленную запятую.В. А. Ефремович
В предисловии ко второму изданию книги «Теория колебаний», которое вышло в 1959 году уже после смерти Сталина, С. Хайкин объясняет отсутствие фамилии Витта в первом издании «следствием печальной ошибки»:
Из трёх авторов этой книги в живых остался только пишущий эти строки. Александр Адольфович Витт, участвовавший в написании первого издания книги наравне с двумя другими авторами, но не указанный в числе авторов вследствие печальной ошибки, умер в 1937 году.С. Э. Хайкин